# حوت ماكارا
الحوت الماكارا (الاسم العلمي:†Makaracetus) هو جنس منقرض من الثدييات يتبع فصيلة الحيتان الأولية من رتبة مزدوجات الأصابع.